# Барле

Жовтим позначена бельгійська територія

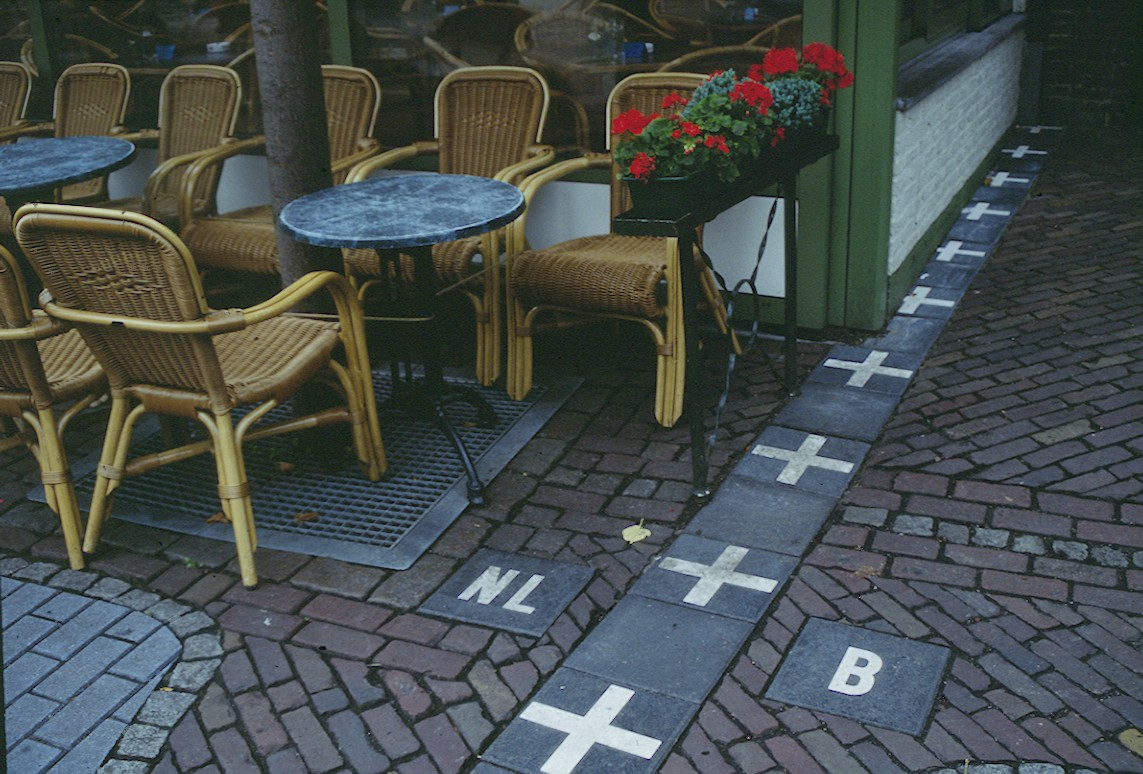
Кордон між Бельгією та Нідерландами перетинає квартали і навіть будинки

Барле (нід. Baarle) — селище, розділене між Бельгією (комуна Барле-Гертог (нід. Baarle-Hertog) і Нідерландами з населенням більш ніж 9000 жителів. Бельгійська частина селища складається з 22 анклавів, оточених територією Нідерландів. Барле-Гертог офіційно входить до складу бельгійської провінції Антверпен. Нідерландська частина селища називається Барле-Нассау (нід. Baarle-Nassau) і відноситься до провінції Північний Брабант. Частина нідерландської території, у свою чергу, є анклавами, що розташовані всередині бельгійських анклавів. Загальна кількість таких «анклавів-матрьошок» становить сім.
Поруч з розташованим неподалік бельгійськім селом Зондерейген (Zondereigen) знаходиться ще один (не має населення) нідерландський анклав. Таким чином, Нідерланди мають вісім анклавів. У 1998 році офіційна комісія з державного кордону провела розмітку кордону. При цьому нейтральний до цього шматочок лук був переданий Бельгії. Таким чином, кількість бельгійських анклавів на нідерландській території досягла двадцяти двох.